# Wielce skromny bohater
Wielce skromny bohater (fr. Un héros très discret) – francuski komediodramat z 1996 roku w reżyserii Jacques'a Audiarda, zrealizowany na podstawie powieści Jeana-François Deniau. Zdjęcia kręcono w Enghien-les-Bains (departament Dolina Oise).

## Fabuła
Francja pod koniec II wojny światowej. Albert Dehousse odkrywa, że jego ojciec nie był bohaterem narodowym, a matka jest kolaborantką. Odchodzi od swojej żony i przyjeżdża do Paryża, gdzie próbuje nawiązać kontakt z ruchem oporu. W końcu pomaga im śledzić konfidentów.

## Główne role
- Mathieu Kassovitz – Albert Dehousse
- Anouk Grinberg – Servane
- Sandrine Kiberlain – Yvette
- Jean-Louis Trintignant – Albert Dehousse (stary)
- Albert Dupontel – Dionnet
- Nadia Barentin – Żona generała
- Bernard Bloch – Ernst
- François Chattot – Louvier
- Philippe Duclos – Caron
- Danièle Lebrun – Madame Dehousse
- Wilfred Benaïche – Henry Nervoix

## Nagrody i nominacje (wybrane)
49. MFF w Cannes
- Nagroda za najlepszy scenariusz – Jacques Audiard i Alain Le Henry

Cezary 1997
- Najlepszy reżyser – Jacques Audiard (nominacja)
- Najlepszy scenariusz adaptowany lub oryginalny – Jacques Audiard i Alain Le Henry (nominacja)
- Najlepsza muzyka – Alexandre Desplat (nominacja)
- Najlepszy montaż – Juliette Welfling (nominacja)
- Najlepszy aktor drugoplanowy – Albert Dupontel (nominacja)
- Najlepsza aktorka drugoplanowa – Sandrine Kiberlain (nominacja)